# Jag kan se en ängel (sång)
Jag kan se en ängel är en lugn jazzinspirerad dansbandslåt som deltog i den svenska Melodifestivalen 1992. Låten framfördes av Lena Pålsson, då sångerska i dansbandet Wizex. Låten startade som nummer 10 i tävlingen, vilket är en av de bästa startnumrena, dock slutade det inte lika bra, då den åkte ut i första omgången. Däremot tog sig melodin in på Svensktoppen, där den låg i två veckor under perioden 19-26 april 1992, med placeringarna 9-10 .